# Крестьянинов, Андрей Владимирович
Андрей Владимирович Крестьянинов (10 марта 1961, Тюмень, СССР — 16 января 1996, село Первомайское, Дагестан, Россия) — начальник Специального отдела быстрого реагирования (СОБР) Главного управления по борьбе с организованной преступностью МВД России, подполковник милиции, Герой России. Погиб при штурме села Первомайское.

## Биография
Родился в Тюмени 10 марта 1961 года.
Закончил Орджоникидзевское высшее военное командное училище внутренних войск МВД в 1982 году.
C 1992 года служил в Главном управлении по борьбе с организованной преступностью МВД России, там был начальником СОБР. В октябре 1993 года в ходе вооружённого противостояния в Москве участвовал в осаде Белого дома.
Погиб в январе 1996 года при штурме села Первомайское в Дагестане в ходе террористического акта.
Бойцам СОБРа вместе с другими подразделениями предстояло первыми пойти на штурм села. В связи с нахождением в селе заложников произвести артиллерийскую подготовку было нельзя, поэтому пришлось прорываться через плотный огонь противника. 16 января отряд Крестьянинова выбил боевиков Дудаева с передовой линии обороны и первым ворвался в село. При подготовке к выстрелу из огнемёта «Шмель» Крестьянинов А. В. был ранен снайпером в шею, ранение оказалось смертельным.
Закрытым указом Президента Российской Федерации № 972 от 21 июня 1996 года подполковнику милиции Андрею Владимировичу Крестьянинову посмертно присвоено звание Героя Российской Федерации.

## Награды
- Кавалер ордена Мужества.
- Орден «За личное мужество».
- Медаль «За отвагу».

## Память
- 19 февраля 2021 года в Москве на ул. Садовая-Спасская, дом № 1/2 к7 была открыта мемориальная доска, посвященная А. В. Крестьянинову. Автор мемориальной доски — скульптор Ольга Марьяновская[1].
- 25 февраля 2023 года почтой России была выпущена почтовая марка из серии «Герой Российской Федерации» с изображением А. В. Крестьянинова. К выпуску марки также был подготовлен конверт первого дня и штемпель первого дня для Москвы, Санкт-Петербурга и Тюмени.